# Burghard Körner
Burghard Körner, auch Burchard Körner, (* 28. September 1886 in Göttingen; † 28. Juni 1973 in Pley bei Herzogenrath) war ein deutscher Architekt, Baubeamter, Hochschullehrer und zeitweise Dekan an der Technischen Hochschule Hannover sowie ein „eifriger Naziunterstützer“.

## Leben und Wirken
Burghard Körner wurde 1886 als Sohn eines Weinhändlers in Göttingen geboren, wo er auch sein Abitur ablegte. Von 1906 bis 1911 studierte er Architektur an der Technischen Hochschule Hannover, gefolgt vom Vorbereitungsdienst (1911 bis 1919, zeitweilig durch die Teilnahme am Ersten Weltkrieg unterbrochen). Seit 1906 war Körner Mitglied der Hannoverschen Burschenschaft Germania. 1922 wurde Körner zum Regierungsbaurat ernannt, 1934 erfolgte die Ernennung zum Ministerialrat.
Zum 1. Mai 1933 trat Burghard Körner in die NSDAP ein (Mitgliedsnummer 2.641.501). und übernahm im selben Jahr bis 1936 die Funktion eines Kommissarischen Blockwarts der NSDAP. Unterdessen war er 1935 auch der Nationalsozialistischen Volkswohlfahrt (NSV) beigetreten und wurde 1936 Mitglied im Reichsluftschutzbund (RLB).
1937 wurde Körner zum Professor für Grundbau und Wasserbau an der Technischen Hochschule Hannover ernannt, trat im selben Jahr dem NS-Bund Deutscher Technik (NSBDT) bei, wurde dessen Schulungsobmann für die Wasserwirtschaft (bis 1945), trat sowohl dem NS-Altherrenbund als auch dem Nationalsozialistischen Deutschen Dozentenbund bei und übernahm das Amt des Dekans der Fakultät für Bauwesen (bis 1940). Als Vertreter der Dozentenschaft saß er von 1940 bis 1945 im Senat der Technischen Hochschule Hannover.
1939 wurde Körner an die Reichsuniversität Prag abgeordnet, wo er bis 1940 blieb. Bis zum Ende des Zweiten Weltkriegs blieb er Schulungsobmann für die Wasserwirtschaft, wurde 1945–1946 interniert, während er bereits 1945 auf Befehl der Britischen Militärregierung aus dem Lehrkörper der Technischen Hochschule Hannover entlassen worden war.
Laut Entnazifizierungsausschuss der Hochschule von Anfang 1947 zeigte Körner eine „entschieden nationalsozialistische Gesinnung“ und vertrat „einen konsequenten Antisemitismus“. Unter den Briten wurde Körner 1947 im Entnazifizierungsverfahren als „eifriger Naziunterstützer“ in die Kategorie III eingestuft. Im Jahr 1949 wurde er in die Kategorie V eingestuft und galt nun als „entlastet“. Somit konnte der fünf Jahre zuvor als Professor entlassene Körner im Jahr 1950 nun  mit vollen Pensionsbezügen in den Ruhestand eintreten.
Vor 1966 wurde Burchard Körner von der Technischen Hochschule Hannover die Ehrendoktorwürde (als Dr.-Ing. E. h.) verliehen.

## Schriften
- Erforschung der physikalischen Gesetze, nach welchen die Durchsickerung des Wassers durch eine Talsperre oder durch den Untergrund stattfindet. (= Mitteilungen der Preußischen Versuchsanstalt für Wasserbau und Schiffbau, Heft 14; Sonderdruck von Berichten der Internationalen Talsperren-Kommission) Berlin 1933.
- Hans Krey: Modellversuche für einen Fluß mit starker Geschiebebewegung ohne erkennbare Bankwanderung. (Im Auftrag der Preußischen Akademie des Bauwesens bearbeitet von Burghard Körner.) Ernst & Sohn, Berlin 1935.